# Améty Meria

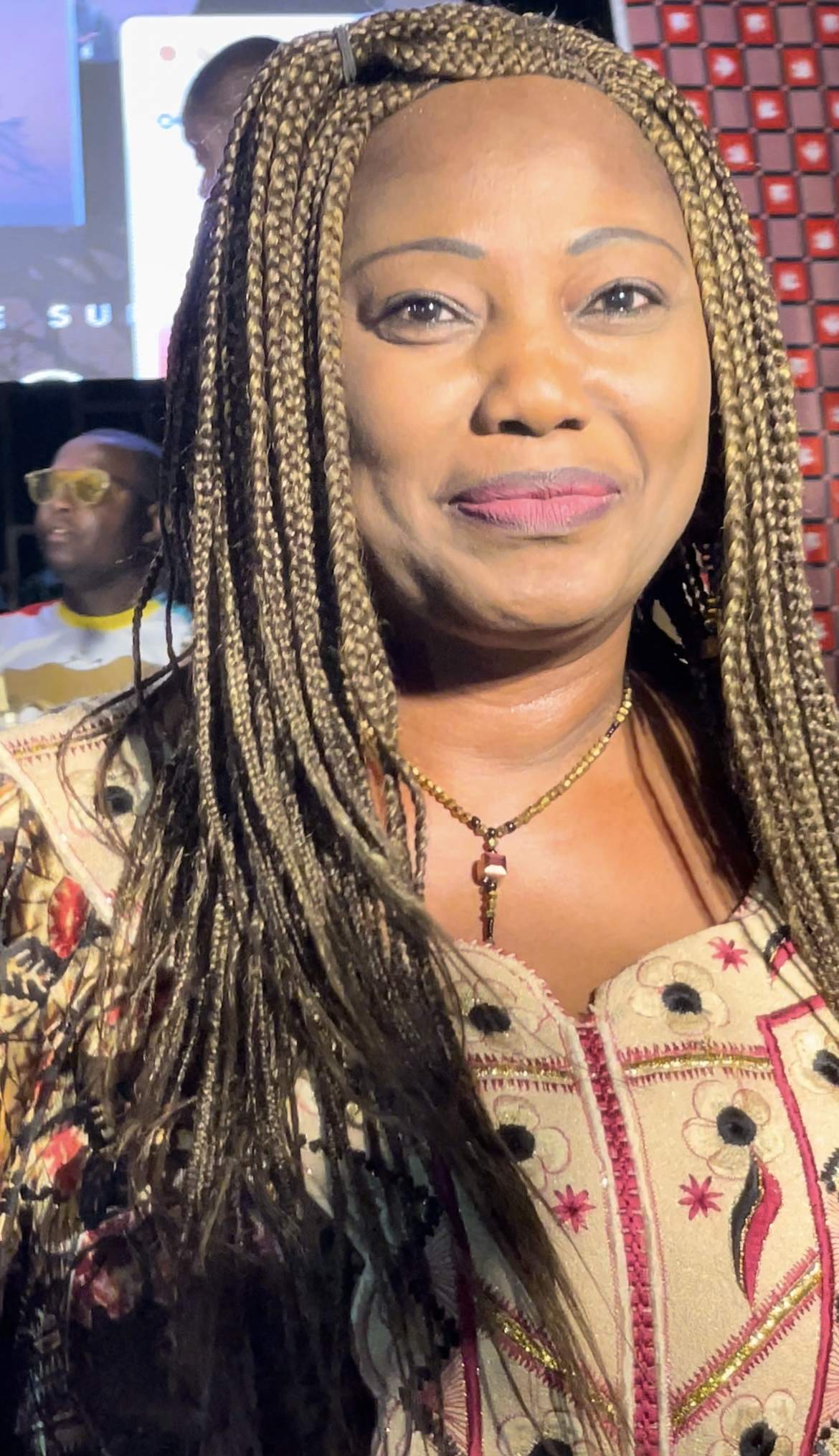
Amity Meria (2024)

Améty Meria, auch Amity Méria, eigentlich Mariam Dramé (geb. vor 1993) ist eine Musikerin aus Burkina Faso, die überwiegend in der Sprache Dioula singt.

## Leben
Mariam Dramé studierte an der Universität Ouagadougou Kunst und Literatur und wurde in das Orchester der Universität berufen. 1990 nahm sie ein erstes Album auf, mit dem sie einen zweiten Preis in einem örtlichen Wettbewerb gewann und durch das Land tourte.
Ihre eher melodischen denn rhythmischen Lieder thematisieren unter anderem Frauenrechte, Prostitution und die afrikanische Einheit.

## Auszeichnungen
- 2000: Kora Awards – Nominierung
- 2004: Kundé d’or
- 2010: Kora Award in der Kategorie Beste Künstlerin (4. Preis)[1]

## Diskographie
- 1993: Dabari
- ohne Jahr: Djé N’gada
- 1997: Kanou
- 2003: Maaya